# 狐山古墳 (加賀市)
狐山古墳（きつねやまこふん）は、石川県加賀市二子塚町にある古墳。形状は前方後円墳。国の史跡に指定されている。

## 概要
- 全長55.8メートル[2]
- 前方部幅26.5メートル、高さ5.1メートル
- 後円部径26.5メートル、高さ6.5メートル

前方部を西に向ける。葺石が施され、埴輪が検出されている。幅10メートル前後の周溝が巡る。築造年代は5世紀後半と推定される。
1932年（昭和7年）、土取り工事によって後円部から長さ2.7メートルの凝灰岩製箱形石棺が発見され、棺内からは壮年男子の遺骨とともに、神獣鏡や銀製帯金具、玉類、短甲、衝角付冑、直刀、剣、鉄鏃など大量の副葬品が出土した。また、1973年-74年（昭和48-49年）に石川県や加賀市が実施した発掘調査で、同古墳の周辺に36基以上の古墳が分布することが確認された。
現在後円部は覆い屋で保護され、出土遺物の一部も併設された収蔵庫に保存されている。

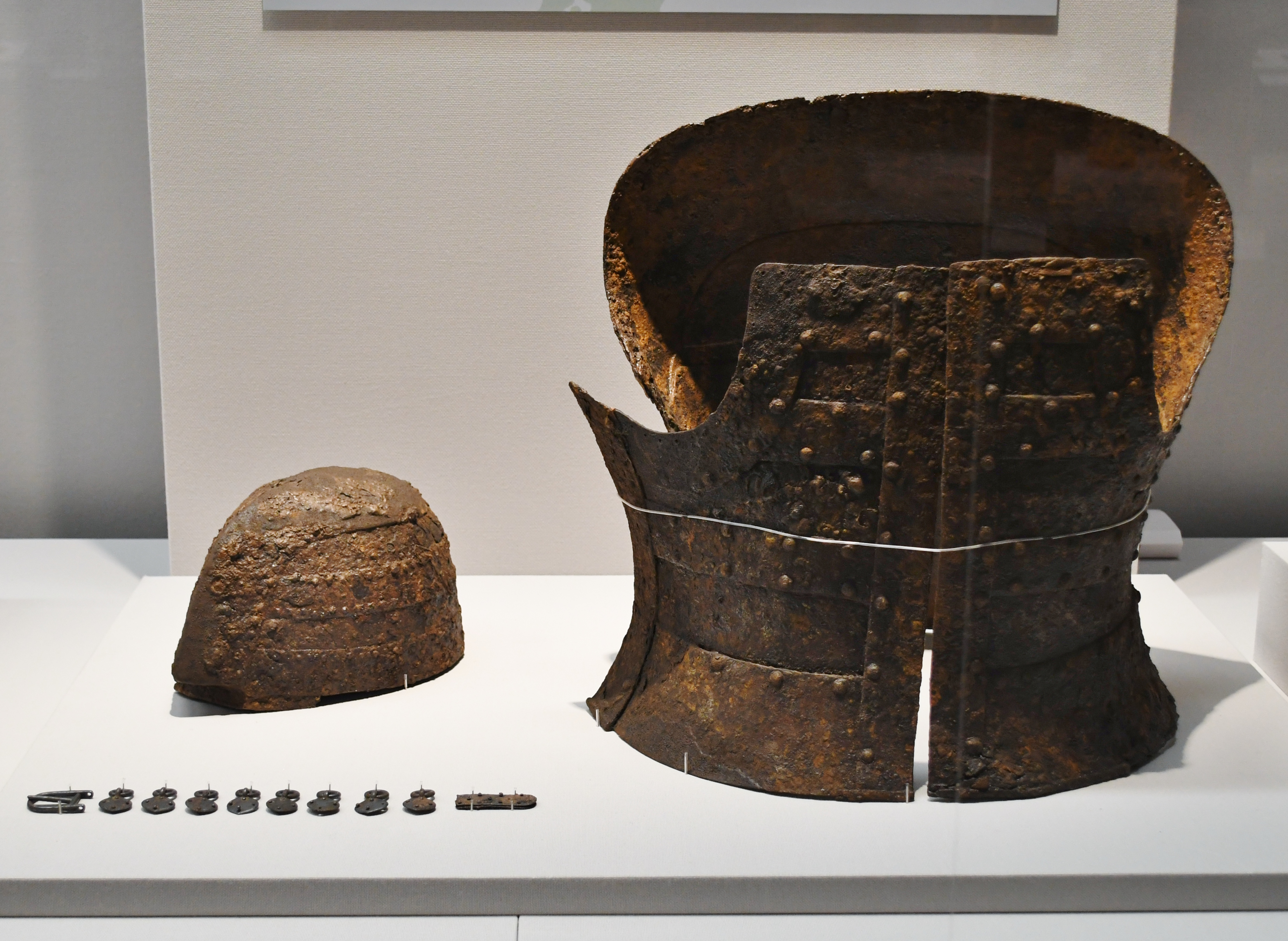
出土品 東京国立博物館展示（他画像も同様）。
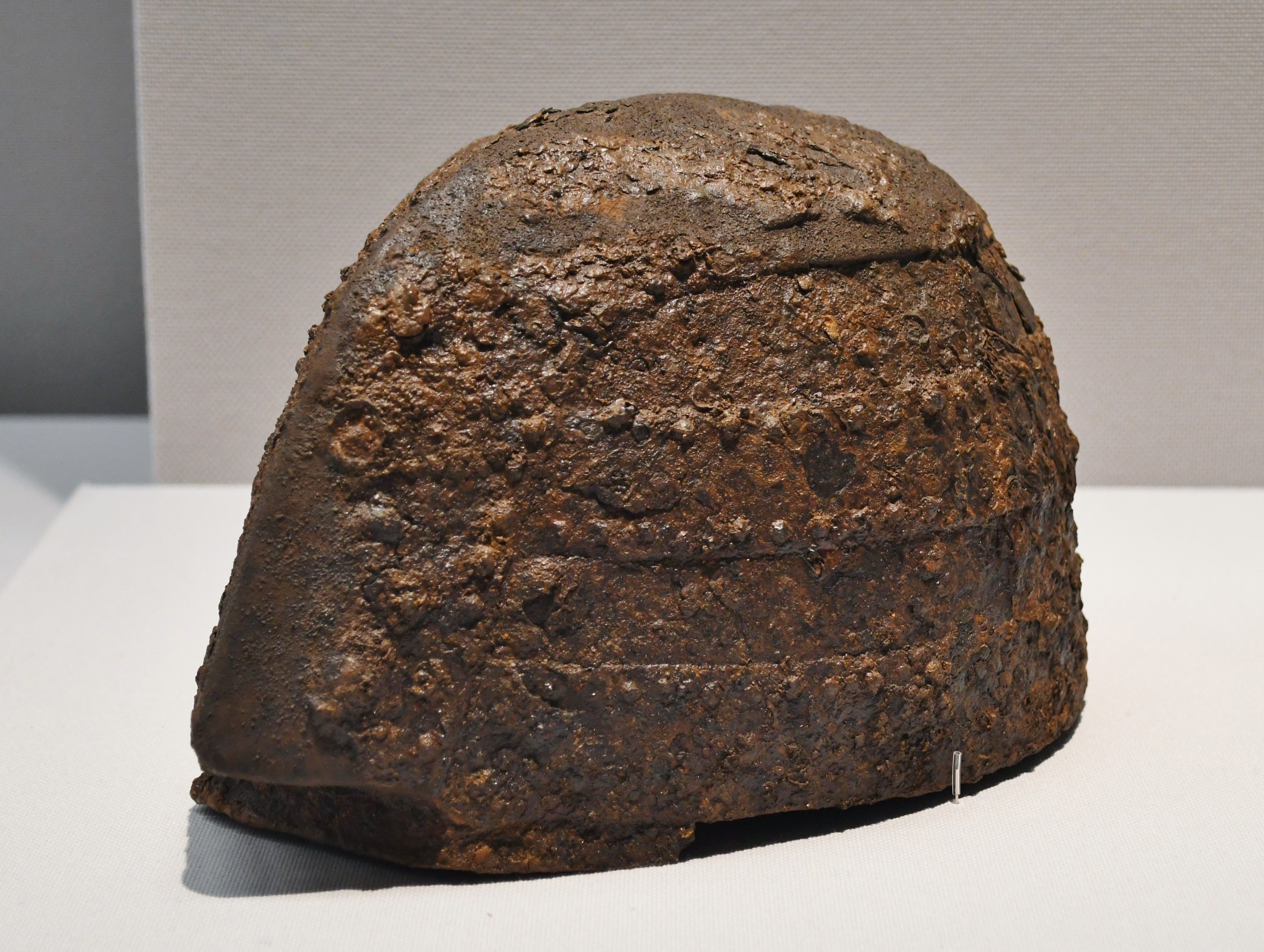
横矧板鋲留衝角付冑
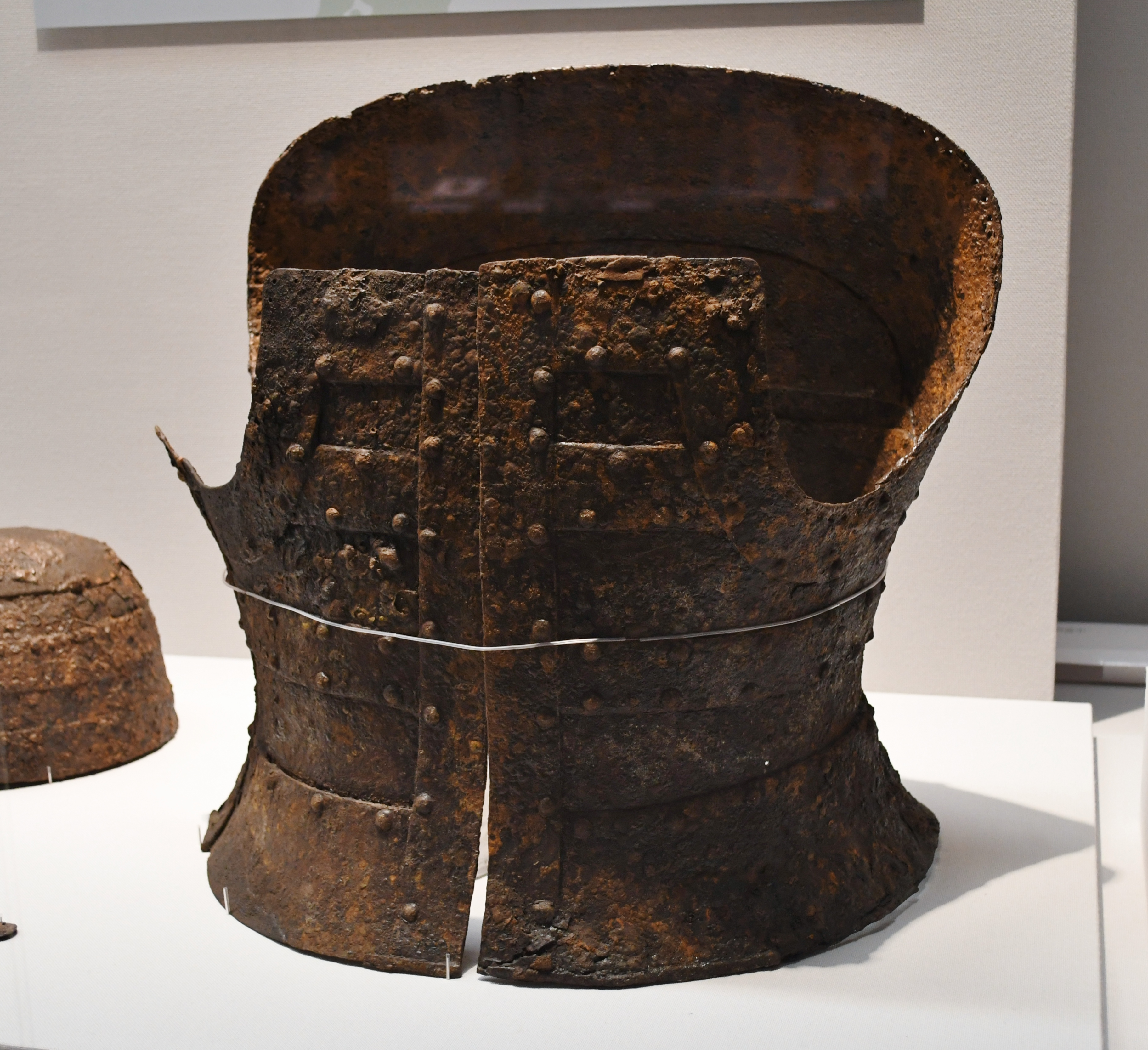
横矧板鋲留短甲

## 文化財

### 国の史跡
- 狐山古墳 - 1932年（昭和7年）4月19日指定[4]。